# Tatort: Feuerzauber
Feuerzauber ist die 80ste Folge der ARD-Krimireihe Tatort. In seinem dritten und letzten Fall muss Kommissar Schmidt eine Brandstiftung mit Todesfolge aufklären. Die vom Sender Freies Berlin (SFB) produzierte Episode wurde zwischen dem 7. Mai und 30. Juni 1977 in West-Berlin, Hamburg, Hannover, Hanau und Traben-Trarbach gedreht. Ihre Erstausstrahlung am 9. Oktober 1977 erreichte einen Marktanteil von 58 %. Das Szenenbild verantwortete Wolfgang Hundhammer und die Kostüme stammen von Cornelia Kampmann.

## Handlung
Georg Kastrup, ein erfolgreicher Rennbootfahrer, verliert seinen Titel bei der Deutschen Meisterschaft, als er wegen einer Verletzung aufgeben muss. Zurück in West-Berlin gibt er im SFB-Studio ein Interview über seine Niederlage. Im Studio ist auch Kriminalhauptkommissar Schmidt, der über die jüngste Brandstiftungsserie berichtet und sich Hinweise der Zuschauer erhofft. Schmidt und Kastrup gehen gemeinsam mit SFB-Mitarbeitern noch ein Bier trinken. Vor dem nächsten Rennen hat Kastrup eine Meinungsverschiedenheit mit seinem Bruder, der ihm zum wiederholten Male vorwirft, mit dem Rennsport ein sinnloses und teures Hobby zu betreiben und nicht zu wissen, wann er aufhören müsse. Zudem pumpe er ihn an. Nach einem neuerlichen vorzeitigen Aus bekommt er auch Ärger mit seinem Team. Sein Bruder macht Georg Kastrup neuerliche Vorwürfe und kündigt ihm an, ihm keinen Pfennig mehr zur Verfügung zu stellen. Auch der Direktor seiner Bank, Röhricht, macht ihm klar, dass er von der Bank keine neuen Kredite mehr zu erwarten hat. Kastrups Bruder unterhält sich am Rande von Georgs nächstem Rennen mit Röhricht und stellt ihm sein alternatives Finanzkonzept für das gemeinsam mit seinem Bruder geerbte Grundstück vor.
Während Georg Kastrup aufgrund seiner angespannten finanziellen Situation riskanter fährt und in einem der nächsten Rennen einen Unfall erleidet, bei dem er leicht verletzt wird, bespricht sein Bruder den Bebauungsplan für das Grundstück, nach dem Georg Kastrup mit seiner Familie aus ihrem Haus ausziehen müssten, da dieses einem Apartmentkomplex weichen soll. In den nächsten Tagen arbeitet Georg Kastrup akribisch in seiner Werft und lässt niemanden hinein. Selbst seinen ehemaligen Mechaniker Adam, der kürzlich entlassen wurde und die Herausgabe seines von ihm entwickelten Motors verlangt, verweist er vom Gelände, als dieser Zutritt zu der Werft begehrt. Alleine in seiner Werft bastelt Kastrup an einem Modellboot herum, das er gekauft hat. Adam steht währenddessen unter Druck, weil er seinen Motor einem Interessenten vorführen muss, weil Kastrup den Motor in seiner Werkstatt unter Verschluss hält. Kastrup verbreitet währenddessen Brandbeschleuniger in seiner Werft. Als Georg am nächsten Tag mit seiner Frau zu einem Sommerfest auf einem Ausflugsdampfer fährt, holt er Unterlagen, die ihm wichtig sind, aus der Werft und lässt die Katze frei. Seinem Angestellten hat er freigegeben. Adam versucht kurz danach, in die Werft einzubrechen. Röhricht gibt unterdessen Kastrups Bruder zu verstehen, dass dieser doch nicht mit einer Finanzierung des Projekts durch Röhrichts Bank rechnen kann. Anschließend begeben sich Röhricht und die Kastrups zu einem Sommerfest auf einen Wannseedampfer.
Während Kastrups Tochter Manuela und ihr Freund, Kastrups Mechaniker Kai, sich auf dem Wannsee mit einem Motorboot vergnügen, bricht Adam in Kastrups Werft ein, wo er von Kastrups Angestelltem, dem alten Treitschke, gestellt wird, den Adam niederschlägt. Von den Vorgängen auf seiner Werft nichts ahnend, zündet Kastrup, während die anderen Festgäste das Feuerwerk genießen, seine Fernzündung und setzt seine Werft in Brand. Treitschke, der bewusstlos in der Werft lag, fängt Feuer und springt in den Wannsee, weder Kai noch die herbeigerufenen Rettungskräfte können ihn finden. Schmidt, der mittlerweile am Tatort eingetroffen ist, erfährt vom Brandstiftungsexperten der Polizei, dass dieser einen Zusammenhang mit der Brandstiftungsserie ausschließt. Vor der Werft findet die Polizei auch den Motor, den Adam stehlen wollte. Kastrups Bruder unterstellt am nächsten Morgen in einem unbeobachteten Moment seinem Bruder, die Tat begangen zu haben. Er will die Sache gegenüber der Polizei in die Hand nehmen und lenkt den Verdacht auf Adam. Kurz darauf wird Treitschkes Leiche aus dem Wasser gezogen. Schmidt und seine Kollegen erscheinen bei Adam mit einem Durchsuchungsbefehl, als dieser nach Hause kommt und die Beamten sieht, flieht er. Schmidt und sein Team ermitteln unterdessen, dass der Brand eindeutig auf Brandstiftung zurückzuführen ist, allerdings weist die Zündungsanlage darauf hin, dass der Täter viel Zeit gehabt haben muss, was Adam als Täter für unwahrscheinlich erscheinen lässt. Schmidt vermutet daher Versicherungsbetrug, obwohl die Kastrups ein Alibi haben und Adam weiterhin flüchtig ist. Schmidt erfährt von einer SFB-Mitarbeiterin, dass die Kastrup-Brüder früher durch Tricks viele Subventionen kassiert haben, aber seitdem der Senat die Gesetze geändert hat, Kastrups Bruder keine Gewinne mehr dadurch erzielt. Schmidt sucht Kastrups Bruder anschließend auf und konfrontiert diesen damit, dass er ihn verdächtigt. Auch er profitiere davon, wenn sein Bruder die Versicherungssumme kassiere und seine Grundschuld tilgen könne. Kastrups Bruder weist den Verdacht von sich.
Kurze Zeit später kann Adam festgenommen werden. Er gibt den Einbruch zu, streitet die Brandstiftung allerdings ab. Treitschke habe er nicht erkannt und dieser habe ihn angegriffen. Während des Verhörs erfährt Schmidt, dass die Beamten einen im Bootssteg installierten Kippschalter gefunden haben. Bei der Wasserpolizei erfährt Schmidt, dass das Rennboot von Kai und Manuela erst nach dem Beginn des Feuers am Bootssteg angelegt hat. Schmidt fällt währenddessen ein, dass Kastrup nach dem Brand auf dem Bootssteg so tat, als würde er sich die Schnürsenkel zubinden, obwohl er Slipper anhatte. Die Taucher können den Funksender finden, mit dem Kastrup das Feuer entzündet hat. Er wurde genau dort gefunden, wo Kastrup so tat, als würde er sich die Schnürsenkel zubinden. Auch das Modellboot, mit dem Kastrup die Zündschnur gezündet hat, kann daraufhin gefunden werden. Als Schmidt Kastrup nachreist, der nach Hannover zu einem Rennen gefahren ist, flieht dieser vor Schmidt. Er fährt mit seinem Rennboot gegen eine Mauer und nimmt sich so das Leben.